# Paul Talman
Paul Talman (eigentlich Paul Thalmann; * 14. Januar 1932 in Zürich; † 21. Dezember 1987 in Ueberstorf) war ein schweizerischer Maler, Bildhauer, Objektkünstler und Designer. Er gilt als wichtiger Vertreter der schweizerischen konkreten und kinetischen Kunst und des abstrakten geometrischen Konstruktivismus.

## Leben und Werk
Paul Talman absolvierte in Bern eine Ausbildung als Lithograph. Er schloss in dieser Zeit eine enge Freundschaft mit dem Künstler Dieter Roth und zu anderen Künstlern der Berner Szene, wie Bernhard Luginbühl.
Sein frühes Werk ist noch der traditionellen Malerei und Zeichnung gewidmet. Doch bereits in jungen Jahren beginnt er abstrakt zu malen. Ab dem Jahr 1949 entstanden seine ersten abstrakten Bilder. Ab Mitte der 1950er-Jahre begann Paul Talman eine neuartige Verbindung seiner Bilder mit Bewegungen zu entwickeln und erschuf eine neue Beziehung zwischen geometrischen Formen und Farben auf der Grundlage des Konstruktivismus.
Ab 1955 entstehen seine serielle Bilder als Gravuren in Acrylglas. Im Jahr 1956 zog er nach Basel. Ab diesem Zeitpunkt entstehen seine völlig neuartigen «Loch- und Trichterbilder». Ab dem Jahr 1960 schuf er seine berühmten «Rollenbilder» und «Kugelbilder» als kinetische Objekte, die ihm weltweite Aufmerksamkeit einbrachten. Im Jahr 1964 ging er in die USA und verbrachte einige Zeit am Massachusetts Institute of Technology. In den USA entwarf er Möbel für KNOLL International, New York. Zudem patentierte er mehrere Produktdesigns in den USA, wie eine Wäscheschaufel, einen faltbaren Bierbüchsenhalter und Partyaschenbecher. Nach dieser Zeit schuf er unter anderem dreidimensionale Ornamentbilder in Plexiglas und gestaltete Sandwich-Bilder.
Eine wichtige Einzelausstellung und seinen Durchbruch hatte er 1961 in der Ausstellung «Bewogen Beweging» im Stedelijk Museum in Amsterdam. 1962 wurde er Mitglied der Groupe de Recherche d’Art Visuel (GRAV), Paris. 1965 kam eine weitere wichtige Ausstellung in der Byron Gallery in New York City hinzu. Alsdann folgte eine Einladung im Jahr 1968 an die 4. documenta in Kassel mit vier seiner kinetischen «Kugelbilder».
Von 1959 bis 1972 war er neben seiner künstlerischen Tätigkeit auch als Art Director für eine Werbeagentur in Basel tätig. Im Jahr 1973 zog er mit seiner Familie in das ehemalige Schloss Ueberstorf. Hier pflegte er seine Bekanntschaften zu vielen bekannten Künstlern, wie Daniel Spoerri, Jean Tinguely oder Dieter Roth.
Paul Talman war zudem auch als Bildhauer und als Produktdesigner tätig, er gestaltete unter anderem Möbel und Uhren, entwarf im Namen der Werbeagentur in Basel bekannte Corporate Designs, wie ILFORD und Sinar und drehte Filme (zum Beispiel den Film «Spheric Art» mit der Musik von Rolf Liebermann und George Gruntz).